# Station Naniwabashi
Station Naniwabashi (なにわ橋駅, Naniwabashi-eki) is een spoorwegstation in de wijk Kita-ku in de Japanse stad Osaka. Het wordt aangedaan door de Keihan Nakanoshima-lijn. Het station heeft twee sporen, gelegen aan een enkel eilandperron.

## Treindienst

### Keihan
| 1 | ■ Nakanoshima-lijn | richting Hirakatashi, Chūshojima, Sanjō en Demachiyanagi (via de Keihan-lijn) |
| 2 | ■ Nakanoshima-lijn | richting Nakanoshima                                                          |

## Geschiedenis
Het station werd in 2008 geopend.

## Stationsomgeving
- Prefecturale Bibliotheek van Osaka
- Naniwa-brug
- Nakanoshima-park
- Oriëntaal Keramiekmuseum van Ōsaka
- Osaka centrale openbare hal
- Tenman-Tenjin Hanjōtei (muziektheater)
- Hooggerechtshof van Ōsaka
- 7-Eleven

Nakanoshima · Watanabebashi · Ōebashi · Naniwabashi · Temmabashi (>> Keihan-lijn)